# Helmut Middendorf
Pour les articles homonymes, voir Middendorf.
Helmut Middendorf, né le 28 janvier 1953 à Dinklage (Allemagne), est un artiste allemand.

## Biographie
Helmut Middendorf étudie de 1973 à 1979 à l'université des arts de Berlin (Hochschule der Künste) chez Karl Horst Hödicke, le père adoptif du néo-expressionnisme à Berlin. 
Avec les étudiants de Hödicke, Rainer Fetting, Salomé et Bernd Zimmer, il participe en 1977 à la fondation de la Galerie am Moritzplatz à Berlin-Kreuzberg, Moritzplatz. Outre la peinture, le dessin et l'assemblage, il présente également des films, des photos et des performances. En 1979, Middendorf reçoit une bourse à la Hochschule der Künste pour s'exercer au cinéma expérimental. Déjà pendant ses études, il avait étudié ce médium parallèlement à la peinture.
Middendorf appartient au mouvement des Nouveaux Fauves (Neue Wilde) à côté de peintres tels que Jiří Georg Dokoupil, Rainer Fetting, Salomé et Elvira Bach. 
Middendorf se rend à New York en 1980 grâce à une bourse du Deutscher Akademischer Austauschdienst où ses travaux marquent une plus grande sérénité émotionnelle. Il trouve une ouverture expérimentale sur la réduction de la couleur et se tourne vers de nouveaux sujets. À la fin des années 1980, il crée ses tableaux noirs, avec lesquels il souhaite réfléchir sur sa propre vie et sur son statut d'artiste, et qu'il considère comme un signe d'un nouveau départ.
En 2003/2004, il participe à l'exposeition Obsessive Malerei – Ein Rückblick auf die Neuen Wilden (de) au Centre d'art et de technologie des médias de Karlsruhe, et en 2018/2019 à l'exposition Die Erfindung der Neuen Wilden – Malerei und Subkultur um 1980 (littéralement : L'invention du nouveau fauve - Peinture et nouvelle culture vers 1980) au Ludwig Forum für Internationale Kunst à Aix-la-Chapelle.